# Bathypalaemonella adenensis
Bathypalaemonella adenensis is een garnalensoort uit de familie van de Bathypalaemonellidae. De wetenschappelijke naam van de soort is voor het eerst geldig gepubliceerd in 2001 door Cleva.